# Andrzej Zawada
Maria Andrzej Zawada (ur. 16 lipca 1928 w Olsztynie, zm. 21 sierpnia 2000 w Warszawie) – polski himalaista, z wykształcenia inżynier sejsmolog, pionier himalaizmu zimowego, autor filmów i fotografii z wypraw wysokogórskich, współautor książek alpinistycznych (m.in. Ostatni atak na Kunyang Chhish, 1973). Honorowy członek brytyjskiego Alpine Club, francuskiego Groupe de Haute Montagne oraz The Explorers Club.

## Życiorys
Urodził się w Olsztynie, w Prusach Wschodnich. Studiował fizykę i geofizykę we Wrocławiu i w Warszawie. W 1959 kierował pierwszym przejściem zimowym całej grani głównej Tatr. W 1965 dokonał drugiego przejścia drogi Bonattiego i Gobbiego na Wielkim Filarze Narożnym Mont Blanc. Był organizatorem i kierownikiem licznych wypraw wysokogórskich, m.in. w 1971 dokonał pierwszego wejścia na Kunyang Chhish (7852 m n.p.m.) w Karakorum, w 1973 pierwszego zimowego wejścia wraz z Tadeuszem Piotrowskim na szczyt siedmiotysięczny Noszak (7485 m n.p.m.) w Hindukuszu. 
W grudniu 1974 jako pierwszy człowiek na świecie, wraz z Andrzejem Heinrichem przekroczył zimą na stokach Lhotse  barierę 8000 metrów - do wierzchołka zabrakło 250 metrów. 
W 1977 prowadził polsko-brytyjską wyprawę w Hindukusz Afgański, w której udział wzięli m.in. John Porter, Peter Holden, Terry King, Alex MacIntyre, Wojciech Kurtyka. Wraz z Terrym Kingiem dokonał w stylu alpejskim pierwszego przejścia północnej ściany Koh-i Mandaras (6628 m n.p.m.).

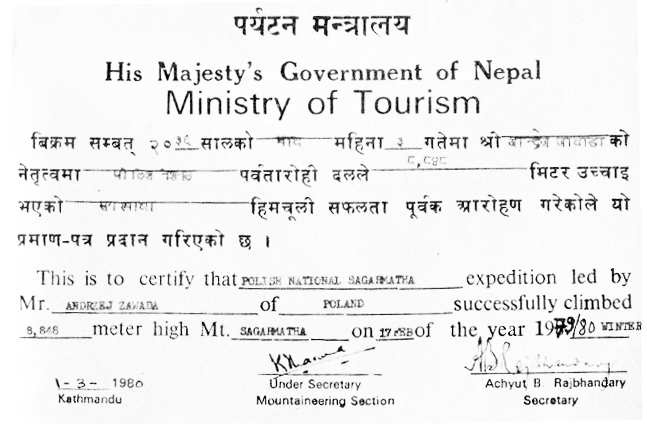
Wydane przez władze nepalskie potwierdzenie zimowego zdobycia w 1980 przez polską ekspedycję pod kierownictwem Andrzeja Zawady szczytu Sagarmatha (Czomolungma)

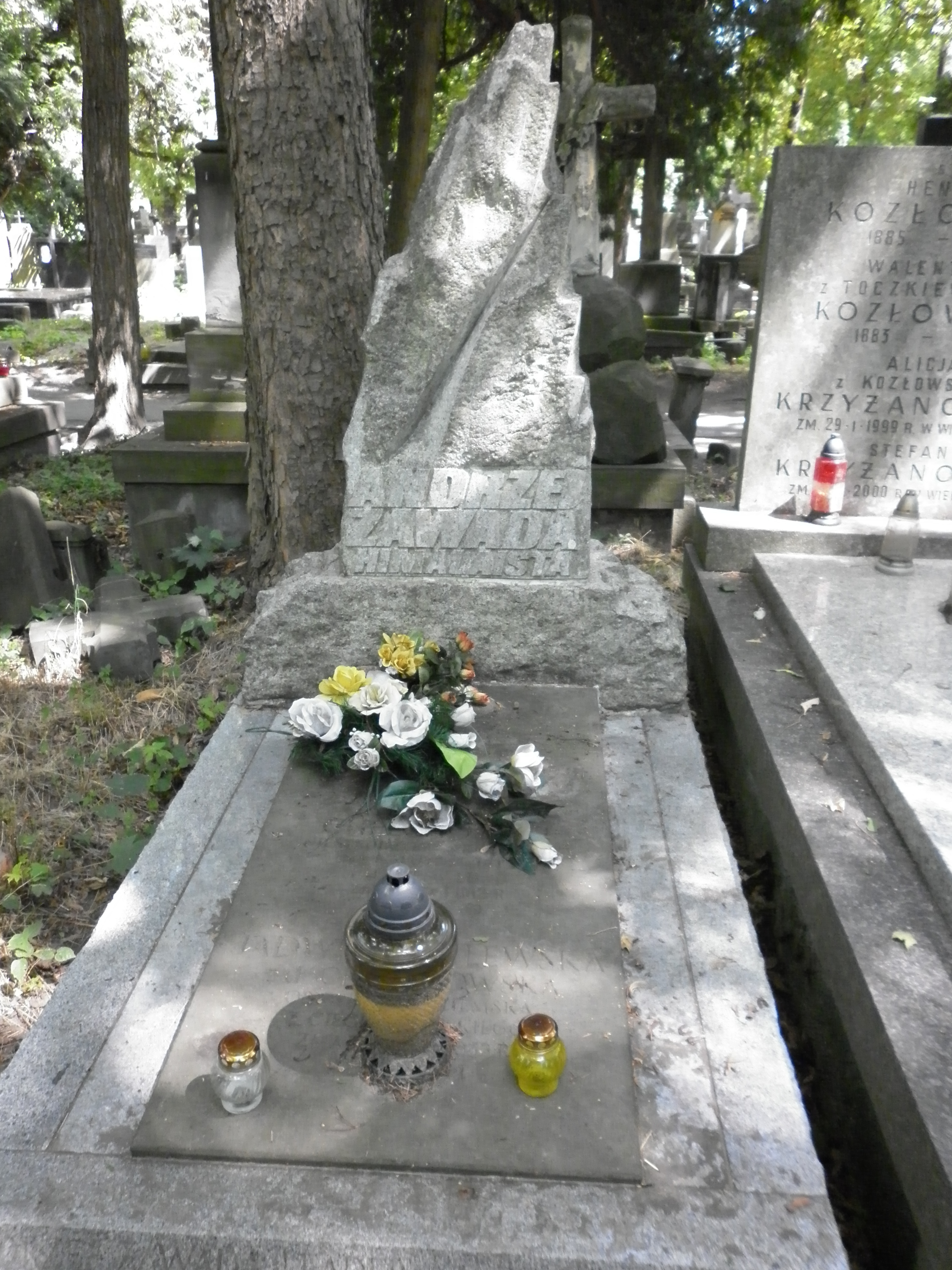
Grób Andrzeja Zawady na cmentarzu Powązkowskim w Warszawie

Był kierownikiem wyprawy, która dokonała pierwszego zimowego wejścia na Mount Everest w 1980 (Krzysztof Wielicki i Leszek Cichy stanęli na szczycie 17 lutego), a następnie wiosennej w tym samym roku, podczas której Andrzej Czok i Jerzy Kukuczka poprowadzili nową drogę na wierzchołek najwyższego szczytu Ziemi. 
Prowadził również zimową, polsko-kanadyjską wyprawę na Czo Oju na przełomie 1984 i 1985, podczas której 12 lutego szczyt zdobyli (nową drogą, do dziś nie powtórzoną) – Maciej Berbeka i Maciej Pawlikowski oraz trzy dni później Zygmunt Andrzej Heinrich i Jerzy Kukuczka, dla którego było to drugie wejście na ośmiotysięcznik podczas jednego sezonu zimowego (osiągnięcia tego do dziś nikt nie powtórzył).
Na przełomie 1987 i 1988 poprowadził pierwszą zimową, polsko-brytyjsko-kanadyjską wyprawę na K2. Wyprawa nie osiągnęła szczytu, jednak podczas niej Maciej Berbeka jako pierwszy człowiek w historii przekroczył zimą granicę 8000 m w Karakorum, zdobywając 6 marca przedwierzchołek Broad Peak – Rocky Summit (8030 m).
Zimą 1988 wraz z Leszkiem Cichym i Krzysztofem Wielickim uczestniczył w belgijskiej wyprawie na Mount Everest. Atak szczytowy nie powiódł się, Krzysztofowi Wielickiemu udało się wejść samotnie, pierwszy raz zimą na wierzchołek Lhotse. 
Zimą 1996/1997 i rok później prowadził dwie wyprawy na Nanga Parbat. W czasie pierwszej wyprawy, 11 lutego 1997 roku Zbigniew Trzmiel wszedł na Nanga Parbat do wysokość 7850 m n.p.m. i ustanowił niepobity przez 19 lat zimowy rekord wysokości na tej górze. 
Na przełomie 1999 i 2000 organizował kolejną, zimową wyprawę na K2, tym razem od strony Chin. Zmarł nim przedsięwzięcie weszło w fazę realizacji. W 2002 roku Krzysztof Wielicki poprowadził zimową wyprawę na K2 planowaną drogą filarem północnym od strony Chin. Nie udało się wejść na szczyt. Wyprawa została zadedykowana pamięci Andrzeja Zawady.

## Życie prywatne
Jego ojciec Filip Zawada był konsulem RP, siostra Jadwiga Żukowska reżyserką filmów dokumentalnych. 
Jego przodkiem był poeta i pionier wspinaczki, Antoni Malczewski, który w 4 sierpnia 1818 roku w ciągu jednego dnia wszedł jako pierwszy człowiek na północny szczyt Aiguille du Midi oraz jako szósty na szczyt Mont Blanc.
Był mężem aktorki Anny Milewskiej. 
Zmarł 21 sierpnia 2000 w Warszawie wskutek raka trzustki. Został pochowany na cmentarzu Powązkowskim (kwatera 65-2-13).

## Pamięć
Imieniem Andrzeja Zawady nazwano Festiwal Górski organizowany corocznie w Lądku-Zdroju. Jest także patronem tamtejszego Liceum Ogólnokształcącego.
Jego imię nosi też nagroda przyznawana corocznie od 2002 i połączona z grantem fundowanym przez prezydenta Gdyni, przyznawana przez Kapitułę Kolosów dla młodych (do 30 roku życia) podróżników. Pierwszą laureatką tej nagrody była Sylwia Bukowicka za „projekt zdobycia dwóch ośmiotysięczników w ciągu jednego roku”. Wśród nagrodzonych byli też m.in. Adam Pustelnik (2007), Wojciech Kozub (2010) i Michał Woroch (2016).
Tablice poświęcone Andrzejowi Zawadzie odsłonięto w 2011 na Wiktorówkach i w 2012 na fasadzie budynku przy ul. Francuskiej 49 w Warszawie (mieszkał tam 25 lat). 19 września 2020 odsłonięto pomnik Andrzeja Zawady w Lądku-Zdroju. 
W maju 2021 roku nakładem Wydawnictwa Literackiego ukazała się biografia Andrzeja Zawady "Wszechmogący. Człowiek, który wymyślił Himalaje". Autorem jest Piotr Trybalski. 
W 2022 roku w filmie Broad Peak w rolę Zawady wcielił się Tomasz Sapryk.